# Чарівні окуляри (повість)
«Чарівні окуляри» — повість-казка українського дитячого письменника Всеволода Нестайка. Ця повість вийшла друком у 2006 році на видавництві «Навчальна книга — Богдан».

## Сюжет
- Пригода перша. Загадкова записка, з якої починаються чудеса.
- Пригода друга. Знайомство з дивною Маргаритою Степанівною.
- Пригода третя. Сану Мороз у підвалі. Ковалі щастя.
- Пригода четверта. Двірничка-чарівничка.
- Пригода п'ята. Суд у цирку.
- Пригода шоста. «Дипломат» з доларами.
- Пригода сьома. Георгій Васильович і Миколай Чудотворець.
- Пригода восьма. У Телебанії-Заекранії.
- Пригода дев'ята. Перше кохання діда Грицька.
- Пригода десята. Анжеліка.
- Пригода одинадцята. Козачок Гуль
- Пригода дванадцята. Чарівник Часомір та чаклун Зловред Поганський.
- Пригода тринадцята. Викрадення.
- Пригода чотирнадцята. Остання.

## Персонажі

### Головні персонажі
- Вася Богданець - ( Рудий Африканський Їжачок)
- Ромка Черняк

### Другорядні персонажі
- Маргарита Степанівна (Ядвіга Станіславівна) — чарівниця-акторка, двірничка.
- Рудольф Андрійович — клоун-фокусник, чоловік Маргарити Степанівної.
- Юлія Юхимівна — класний керівник.
- Рудик Руденко — однокласник Васі та Ромки, новачок у класі.
- Ритка Скрипаль — однокласниця головних героїв, найперша красуня у класі.
- Георгій Васильович — художник.
- Дідусь Грицько — дідусь Васі Богданця.
- Козачок Ґулька — хлопчик, козак-характерник, чарівник. Пересувається на чарівному конику-понику Літайку.
- Зловред Поганський — злий чаклун казкового світу Синього Потойбіччя.
- Мить Митьович Часомір — добрий чаклун казкового світу Синього Потойбіччя.
- Любочка — сліпа сестричка Рити Скрипаль.